# Енергетска терапија
Енергетска терапија је део традиционалне (комплементране и алтернативне) медицине и заснована је на коришћењу енергетских поља која се могу мерити и оних која се не могу мерити, али се претпоставља да постоје. Енергетска терапија, је често познатија под називом биоенергетска терапија, и још увек је суочена са низом проблема, који проистичу из чињенице да не постоје јасно дефинисане и емпиријски, на задовољавајући начин верификоване терапијске процедуре и терапијска средства којима се она користи.

## Технике енергетских поља за која се претпоставља да постоје
Верује се да људско тело има своју виталну енергију која се исказује као биоенергетска поља, али се не може мерити. Здравље представља проток виталне животне енергије кроз све његове делове а болест је њена стагнација или блок. Саставни део сваког живог бића је природна тенденција ка самоизлећењу а то се дешава непрекидно и без престанка на подсвесном нивоу. Ако ми на свесном нивоу дамо шансу тај самоизлећујући процес може се и убрзати. Никола Тесла је давно рекао да ће развојем и испитивањем „невидљивих сила“ човечанство напредовати у науци за пар година тако брзо као што није све време до сада.
Још су стари кинески лекари пре пар хиљада година тај ток животне енергије сликовито су поредили са током реке, од извора до ушћа а ту „животну снагу“ су назвали „природна исцелујућа сила“". Ово биоенергетско поље познато је и под разним другим именима у традиционалној кинеској медицини, као и у јапанском Кампо систему. То је qi (чи), doshas у Ајурведи, prana, етерична енергија, fohat, orgone, odic force, хомеопатска резонанса и душа у другим областима традиционалне медицине.
Биоенергетичари сматрају да смо на квантном нивоу ми дословно део универзалне енергије где сваки наш део, било физички, емоционални, ментални, духовни, мерено на нивоу електромагнетизма, вибрира на одређеној фреквенци. Зато постоји схватање да се витална енергија креће унутар човека, али да се она постојећим техникама и инструментима физике не може измерити.
Различити терапеути традиционалне медицине тврде да могу ово биоенергетско поље видети или осетити и да могу њиме управљати и тиме утицати на физичко стање тела и његов здравственио стање. Биоенергетичари сматрају да је болест последица нарушавања нормалног протока биоенергетског поља, што је и учење традиционалне Кинеске медицине старе преко 2000 година, која своје процедуре (акупунктура, лековито биље, моксибустија, пуштање крви) усмерава ка обнављању и нормализовању тока виталне енергије.
Поступци традиционалне медицине који користе манипулацију биоенегетским пољем су:
- Qi gong пореклом из Кине. Ова метода се примењује у Кини посебно за регулацију повишеног крвног притиска и лечење астме. Највећи број података о успешности манипулацијом qi виталном енергијом повезан је са приказима појединачних случајева.
- Реики и Јореи пореклом из Јапана.
- Терапија додиром, где терапеут региструје поремећај биоенергетског поља и крећући руке изнад поремећених зона исте нормализује
- Молитве за оздрављење где се преко молиоца посредује за сопствено оздрављење. Сваки пацијент може имати своју молитву. Исцелитељска моћ молитве за оздрављење заправо почива на променама у подсвести сваког човека, што утиче на његов ментални став према способностима сопственог организма за самоизлечењем.

Реики, Јореи и терапија додиром користе исти принцип. После дијагностике поремећеног биоенергетског поља, терапеут снагом сопственог бионергетског поља нормализује поремећаје, успоставља хармонију и поправља могућност организма у циљу самоизлечења
У терапију додиром могао би да се сврста и тзв. би дигитални О ринг тест (BDROТ). Он се примењује као дијагностички поступак где испитивач преко погодног медијума испитује зоне биоенергетских поља појединих органа и, уколико нађе да су измењене, прописује терапију која је заснована на примени стандардних фармаколошких препарата.
Хомеопатија такође једним делом спада у домен деловања енергетског поља јер се верује да њихови лекови мобилишу виталну енергију тела која, потом, координише процес оздрављења, преносећи информацију виталне енергије у локалне физичке промене, што нормализује нарушено стање.
... Зависно од дијагностикованог дефицита виталне енергије, хомеопата усаглашава дозу (потенцију) лека и брзину третмана просуђујући веродостојност клиничког тока и прогнозе. Принцип сличности у хомеопатији чини да се лек примењује у великом разблажења, тако да је у целој дози често присутно неколико молекула лека и тешко се може говорити о његовом фармаколошком дејству. Хомеопате сматрају да то није важно, већ да је информација о лековитом учинку похрањена у раствору у физичком смислу, што до сада нити једно испитивање није потврдило
Бројне манипулације биоенергетским пољем су најконтроверзнији део традицоналне медицине,
. јер се њихови резултати не могу доказати биофизичким мерењам енергетског поља терапеута, нити промена биоенергетског поља болесника.
Ако биоенергетска поља постоја, онда је задњих 200 година интензивног развоја физике, хемије, биологије то морало да ревалоризује. Јер сви ови ефекти електромагнетних поља у живим бићим се данас могу лако детектовати, с обзиром на велику прецизност са којом се електромагнетни феномени могу мерити у савременим лабораторијама. Физичари су до данас мерили магнетни диполни моменат електрона (мера јачине магнетног поља електрона) милонима пута, а израчунат је са истом тачности. Они би онда сигурно требало да буду у стању да детектује било које електромагнетне ефекте у телу довољно моћне да се крећу око атома или шта год да се дешава у изазивању или лечењу болести.
Али ни физика ни било која друга наука није видела нешто што захтева промену основаних теорија физике. Нема елементарне честице или поља за које је утврђено да су једино биолошке. Нико чак није то ни наговестио у данашњим најновијим и најмоћнијим детекторима.
 Ово не смета да ове контроверзне технике примењује попут молитве за здравље и до 30% становништва у САД, а до 5% примењује и неке исцељујуће ритуале

## Физичка својства биоенергетског поља
Бројни покушаји терапеута да пре и после деловања енергетске терапије, сниме биоенергетско поље углавном су доживели неуспех. Наводимо неке од бројних покушаја да се обијасни суштина деловања биоенергетског поља.
Семјон Давидовича Кирлиан је био јерменски електричар који је 1937. открио да се на фотографијама око живих објеката смештених у високо пулсирајући електромагнет, приказује тзв. ауру („облак који обавија живо биће“). Кирилианова техника, којој се једно време поклањана посебна пажња, изгубила је на значају када су физичари објаснили да је аура последица исијавања воде и гасова у електричном пољу, и да она не потиче само из живог бића, већ и обичних предмета, те је даљи интерес за ову врсту испитивања престао.
Како је неким ранијим истраживањима утврђено да се ниво гама зрачења у току биоенергетског третмана смањује код свих лечених пацијената, претпоставља се да је тело примарни емитер гама зрака, а да калијум-40 (40К) представља само регулаторно енергетски део тела које обавија електромагнетно поље. Зато је могуће да се енергетско подешавање организма може изменити променом електромагнетног флукса руку терапеута, што у досадашњим испитивањима још није доказано.
Стефанатос је говорио да „електромагнетна поља (ЕМП) која протичу из бактерија, вируса и отровних супстанци утичу на ћелије тела и ослабљују њен састав.„ Дакле, животна снага је сасвим експлицитно идентификована са електромагнетним пољима, која су узрок болести. Зато је неопходно да се на неки начин животна енергије тела избалансира биоенергетском терапијом. „Ни антибиотик ни било који лек, без обзира колико је моћан, неће моћи да сачува животињу ако је витална снага потиснут или недостаје.“ Дакле, здравље или болести одређује онај ко победи у „бици“ између добрих и лоших електромагнетних таласа у телу.
У покушајима да се обијасне механизми биоенергетских поља Ајнштајново име се често налази у литератури. Тако Стефанатос каже: „На основу Ајнштајнове теорије квантне физике, ови енергетски принципи су интегрисани у медицини као свеобухватан приступ дијагнози, превенцији и лечењу болести.“

## Технике примене енергетских физичких поља
Енергетска поља су физичке величине електромагнетног и гравитационог поља у виду;
- спектра видљиве светлости,
- спектра монохроматске светлости,
- радијација (ласерски зраци, х-зраци, јони) или,
- неки други делови електромагнетног спектра,
- различите механичке вибрације попут ултразвука итд.

Заједничко наведеним физичке величине је да се њихова снага може мерити и исказивати преко таласне дужине и фреквенције или енергетског набоја честица.
Постоји много дијагностичко-терапеутских поступака попут магнетне резонанце, радијационе терапије, ултразвучне терапије које се примењују у лечењу псоријазе, срчаног пејсмејкера итд. Код ултразвучне терапије, инфрацрвена терапија, ултраљубичаста терапија и употребе других делова енергетског спектра у медицинске сврхе (нпр у физикалној медицини), енергетска поља се биофизички могу измерити.
У овој врсти терапије користе се стационарна и пулсирајућа електромагнетна поља.

### Магнетна терапија
Бројни примери примене статичког магнетног поља у циљу лечења и превенције (нпр. бола), потичу још од првих дана након открића магнета, међутим и до данас нема поузданих доказа да је њихова применау лечењу делотворна, а посебно да она делује на модулацију синаптичке трансмисије.
Променљиво електромагнетно поље користи се скоро 50 година у лечењу спортских повреда (прелома, нагњечења, убоја), остеоартрозе, мигрене, мултипле склерозе, поремећаја спавања са прецизно дефинисаним протоколима примене и подацима о ефикасности, али детаљнији подаци о механизмима деловања и даље су непознаница.

### Терапија микроталасним зрацима
У зависности од енергије којом располаже микроталасно зрачење, изазива многобројне биолошке ефекате како in vivo, тако и in vitro. Ово зрачење је до сада коришћено у лечењу различитих врста канцера, кожних, кардиоваскуларних, гастроинтенстиналних, психијатријских и других обољења.
И поред различитих и доказаних биолошких ефеката, стварна природа механизма деловања микроталаса није јасна, нити је прецизно доказана а у већини студија није у довољној мери испитиван утицај плацебо ефекта. Познато је да целокупну примењену дозу енергије микроталаса апсорбују кератиноцити али и даље није јасно како се она трансформише у терапеутски учинак.

### Терапија звуком (музико-терапија)
Терапија звуком заснива се на преносу вибрационе или фреквенцијске снаге звучних таласа. У овој врсти лечења најчешће се примењује терапија музиком, али и терапија у којој се користи звучна виљушка или емитовање снимљених звукова из природе.
Претпоставља се да у основи позитивних ефеката звучне терапије лежи фреквентцијска резонанција (подрхтавања) делова тела или органа, која у њима стварају услове за побољшање ћелијских функција што у крајњем исходу има за последицу исцељење
... Музико-терапија има учинке код оболелих од повишеног крвног притиска (хипертензије), и у садејству са имагинарним методама (терапија ума и тела), употребљава се за поправљање расположења, смањивање акутног и хроничног болног стања и замора.

### Терапија светлошћу
Лечење светлошћу засновано је на примени природних и вештачких извора светлости (ласерске, поларизоване и монохроматске) у различитим болесним стањима и поремећајима. Резултати истраживања указују на одређене биолошке и терапијске учинке светлости, посебно када су у питању сезонске афективне болести, депресије и поремећаји спавања.
Ласерска фотобиостимулација показује позитивне ефекте у ублажавању бола и зарастању рана. И даље је неразјашњена стварна природа њеног учинка